# Кальницкий, Михаил Николаевич
Михаи́л Никола́евич Кальни́цкий (6 ноября 1870, Тифлис — 29 июня 1961, Париж) — активный деятель белоэмиграции.

## Биография
Из потомственных дворян Полтавской губернии.
В 1891 году окончил военно-училищный курс Московского пехотного юнкерского училища и выпущен в 39-ю артиллерийскую бригаду. Окончил Николаевскую академию Генерального штаба (1899).
С 1900 года служил по Генеральному штабу в войсках 1-го Кавказского армейского корпуса и Кавказского военного округа.
В 1904—1905 годах подполковником участвовал в русско-японской войне — штаб-офицер для поручений при управлении начальника военных сообщений 3-й Маньчжурской армии.
С 1906 года — полковник, начальник штаба 6-го округа пограничной стражи.

### Первая мировая война
С августа 1914 по июнь 1915 года — командир 14-го гренадерского Грузинского полка (31 декабря 1914 года произведен в генерал-майоры со старшинством от 27 сентября 1914 года). Был награждён Георгиевским оружием
За то, что 25-го января 1915 г., лично руководя отрядом из 4-х баталионов с артиллерией, штыковым ударом овладел сильно укрепленной позицией германцев у костёла и кладбища в с. Камион Привислинский, причем нашими войсками было взято в плен 3 офицера и 300 нижних чинов, а достигнутый успех был прочно закреплен.
В мае 1915 — мае 1916 года — начальник штаба 7-го Сибирского стрелкового корпуса.
С 4 мая по ноябрь того же года — начальник штаба 5-го Кавказского армейского корпуса.
С ноября 1916 по январь 1918 года — командир 123-й пехотной дивизии.

### Гражданская война
В ноябре 1918 года присоединился к Добровольческой армии.
В феврале — октябре 1919 года — командир Сводной кавалерийской дивизии, в октябре — ноябре — командующий группой войск (Терская бригада, Полтавский отряд и другие части), оборонявшей Полтаву и отошедшей в район Донецка.
В декабре 1919 — январе 1920 года — командир 5-го кавалерийского корпуса.

### Эмиграция
В марте 1920 года эмигрировал в Сербию, поселился в Загребе. Добился через Народную Скупщину принятия закона о правительственной помощи русским военным инвалидам.
С 1923 года — помощник председателя Зарубежного союза русских военных инвалидов генерала от кавалерии Н. Н. Баратова, с 1929 года — заместитель председателя Зарубежного союза русских военных инвалидов, заведующий финансовой частью Главного правления Союза.
В конце марта 1932 года (после смерти Баратова) избран председателем Зарубежного союза русских военных инвалидов на Всезаграничном делегатском съезде в Софии. Оставался в этой должности до конца жизни.
Жена — Лидия Дмитриевна Кальницкая (1874—1937).
Умер в Париже, похоронен 3 июля 1961 года на русском кладбище Сент-Женевьев-де-Буа.

## Общественная деятельность
Собирал средства в фонд помощи русским военным инвалидам, создавал для них дома престарелых (например, Дом русских инвалидов в Монморанси под Парижем); издавал газету (журнал) «Русский инвалид» (сначала ежемесячно, а после Второй мировой войны — ежегодно).

## Награды
- Орден Святого Станислава 3-й степени (1905)
- Орден Святой Анны 3-й степени с мечами и бантом (1906)
- Орден Святого Станислава 2-й степени с мечами (1906)
- Орден Святой Анны 2-й степени с мечами (1907)
- Орден Святого Владимира 3-й степени (1911)
- Георгиевское оружие (28.07.1915)
- Орден Святого Станислава 1-й степени с мечами (1915)
- Орден Святой Анны 1-й степени с мечами (1915)
- Орден Святого Владимира 2-й степени с мечами (08.07.1916)